# Selim Amallah
Selim Amallah  (en amazigh : ⵙⴰⵍⵉⵎ ⴰⵎⴰⵍⵍⴰⵃ) (en arabe : سليم أملاح), né le 15 novembre 1996 à Hautrage en Belgique, est un footballeur international marocain jouant au poste de milieu offensif au Real Valladolid.
Formé au RAEC Mons et au RSC Anderlecht, il passe par le Royal Mouscron-Péruwelz et l'AFC Tubize avant de se révéler lors de son retour au Royal Excel Mouscron. En 2019, il est transféré au Standard de Liège, club avec lequel il remporte le prix individuel du Lion belge en 2020 et atteint la finale de la Coupe de Belgique en 2021.
Possédant également la nationalité belge, il est repéré en 2019 par les sélectionneurs Roberto Martinez de Belgique et Vahid Halilhodzic du Maroc alors qu'il n'a jamais joué pour une sélection nationale avec les jeunes. Se voyant demander de trancher entre son pays natal et son pays d'origine, il fait le choix de représenter le Maroc et devient Lion de l'Atlas en 2019, prenant part à la Coupe d'Afrique 2021, la Coupe du monde 2022 et la Coupe d'Afrique 2023.

## Biographie

### Naissance et enfance (1996-2001)
Selim Amallah naît à Hautrage, une commune belge francophone situé près de la frontière franco-belge. Selim est le fils de Houcine Amallah (entraîneur en amateurs), d'origine marocaine et d'Antoinette Caufriez (mère au foyer), d'origine belge et italienne. Houcine Amallah naît à Nador avant d'émigrer en Belgique pour rejoindre son père, lui arrivé en Belgique dans les années 1960 pour travailler dans les mines. 
Selim a une sœur et un frère prénommé Mohamed, également actif dans le football amateur. Il est le cousin par alliance de Maximiliano Caufriez, footballeur professionnel belge, mais aussi celui de Rayane Bounida. Selim Amallah grandit à Hautrage, dans la banlieue de Mons en province du Hainaut,. Bien que sa mère soit d'origine italienne, Selim grandit dans une culture marocaine et voyage au moins un mois dans l'année à Nador pour rendre visite à sa famille paternelle qui y réside,,.

### En club

#### Formation à Mons et Anderlecht (2001-2015)
À l'âge de quatre ans, il commence le football et est inscrit par son père, Houcine Amallah, au RAEC Mons, club dans lequel Houcine est entraîneur dans les catégories de jeunes. Selim Amallah est entraîné par son père jusqu'en U11. Lors d'une rencontre au centre de formation du RSC Anderlecht à Neerpede contre les U11 du club bruxellois, il marque cinq buts. Grâce à ses performances, il est remarqué par les recruteurs d'Anderlecht et intègre l'équipe anderlechtoise. En septembre 2011, alors que Selim Amallah est âgé de treize ans, il assiste au décès de sa mère, Antoinette, qui chute devant lui. Victime d'une rupture d'anévrisme, elle succombe à ses blessures dans la nuit du 2 septembre 2011,. Quelques mois plus tard, il est viré de l'équipe U16 du RSC Anderlecht pour des problèmes disciplinaires. Son père Houcine l'encourage alors à se concentrer sur ses études scolaires. Selim Amallah, choqué par la mort de sa maman redouble plusieurs fois à l'école. Le jeune belgo-marocain revient au RAEC Mons en 2012. Lors de son dernier passage au RAEC Mons, il porte le numéro 21 en hommage à la date de naissance de sa mère.

#### Des débuts difficiles (2015-2017)
Le 1er juillet 2015, il signe son premier contrat professionnel avec le Royal Mouscron-Péruwelz.
Le 26 juillet 2015, âgé alors de 19 ans, il fait ses débuts en Division 1 avec le club mouscronnois contre le RSC Charleroi, en remplaçant Julian Michel à la 89e minute de jeu. Le joueur entre seulement trois fois en jeu lors de la saison 2015-2016, n'ayant pas gagné la confiance de l'entraîneur Čedomir Janevski.
Lors de la saison 2016-2017, il signe à l'AFC Tubize en deuxième division belge afin d'acquérir davantage de temps de jeu. Selim Amallah dispute alors sa première saison complète, sans pour autant marquer de buts. Alors que son club termine à la cinquième place du championnat, les dirigeants disent être déçu des performances du Belgo-Marocain.

#### Royal Excel Mouscron (2017-2019)
Le 3 juillet 2017, Selim Amallah signe librement son retour au RE Mouscron.

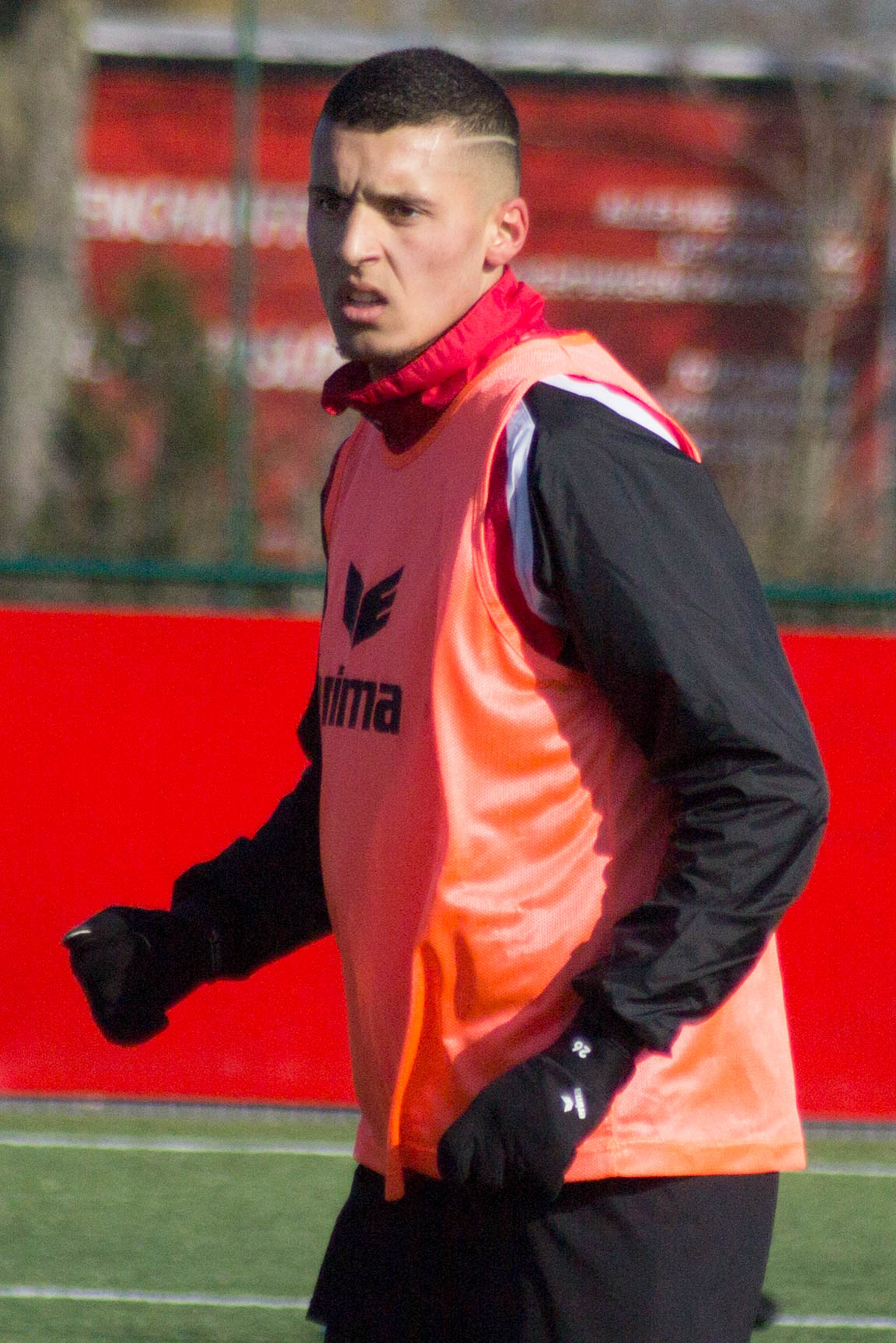
Amallah à l'entraînement avec le RE Mouscron en 2018.

Lors de son premier passage dans le club mouscronnois, les dirigeants n'étaient pas prêts à lui offrir un contrat professionnel. L'entraîneur adjoint de Mouscron, Laurent Demol, cite : « Selim m'a passé un coup de téléphone, il espérait que Mouscron lui accorde une nouvelle chance ». Amallah et Demol se connaissent depuis la formation du jeune Belgo-Marocain au RAEC Mons. Selim Amallah est testé pendant 15 jours dans le club de Mouscron. Mircea Rednic, entraîneur du club, connaît très peu Selim Amallah mais découvre le joueur lors d'un match amical contre l'AJ Auxerre. Selim Amallah intègre ensuite le groupe professionnel. Peu à peu, il devient titulaire au poste de milieu offensif,. Le 25 août 2017, il marque son premier but sous le maillot du RE Mouscron à l'extérieur face au KV Courtrai (match nul, 1-1). Il termine la saison 2017-2018 avec 21 matchs de championnat joués, quatre buts marqués et trois passes décisives distribuées. En Coupe de Belgique, il dispute dix matchs et marque quatre buts et délivre une passe décisive.
Lors de sa deuxième saison au RE Mouscron, il dispute 19 matchs de championnat, marque trois buts et délivre deux passes décisives. En Coupe de Belgique, il dispute cinq matchs, marque deux buts et délivre deux passes décisives. Il dispute son dernier match le 14 mai 2019 à l'extérieur face au Cercle Bruges. Il quitte le terrain à la 82e minute sous les applaudissements du public de Mouscron présent dans le Stade Jan-Breydel[réf. nécessaire]. Le RE Mouscron termine la saison 2018-2019 à la dernière place du championnat belge.

#### Standard de Liège (2019-2023)
Le 1er juillet 2019, après avoir été courtisé par le Stade de Reims, il est transféré au Standard de Liège en signant un contrat de quatre saisons (jusqu'en mi-2023) pour un montant de 1,5 million d'euros,.
Le joueur dispute pour la première fois la Ligue Europa lors de sa première saison au Standard de Liège. Le 12 décembre 2019, il inscrit un but lors d'un match de Ligue Europa face à Arsenal. Quelques jours plus tard, à l'occasion du classique belge face au RSC Anderlecht, il marque de nouveau un but qui permet à son nom de figurer à la une des journaux belges. En fin de saison 2019-2020, il est courtisé par plusieurs clubs du Moyen-Orient. Cependant, Selim Amallah dit être sûr de ne jamais accepter une offre des clubs des pays du Golfe tant qu'il est encore jeune. Il termine sa première saison au Standard de Liège à la mi-mars (à cause de la pandémie de Covid-19) à la cinquième place du championnat belge.

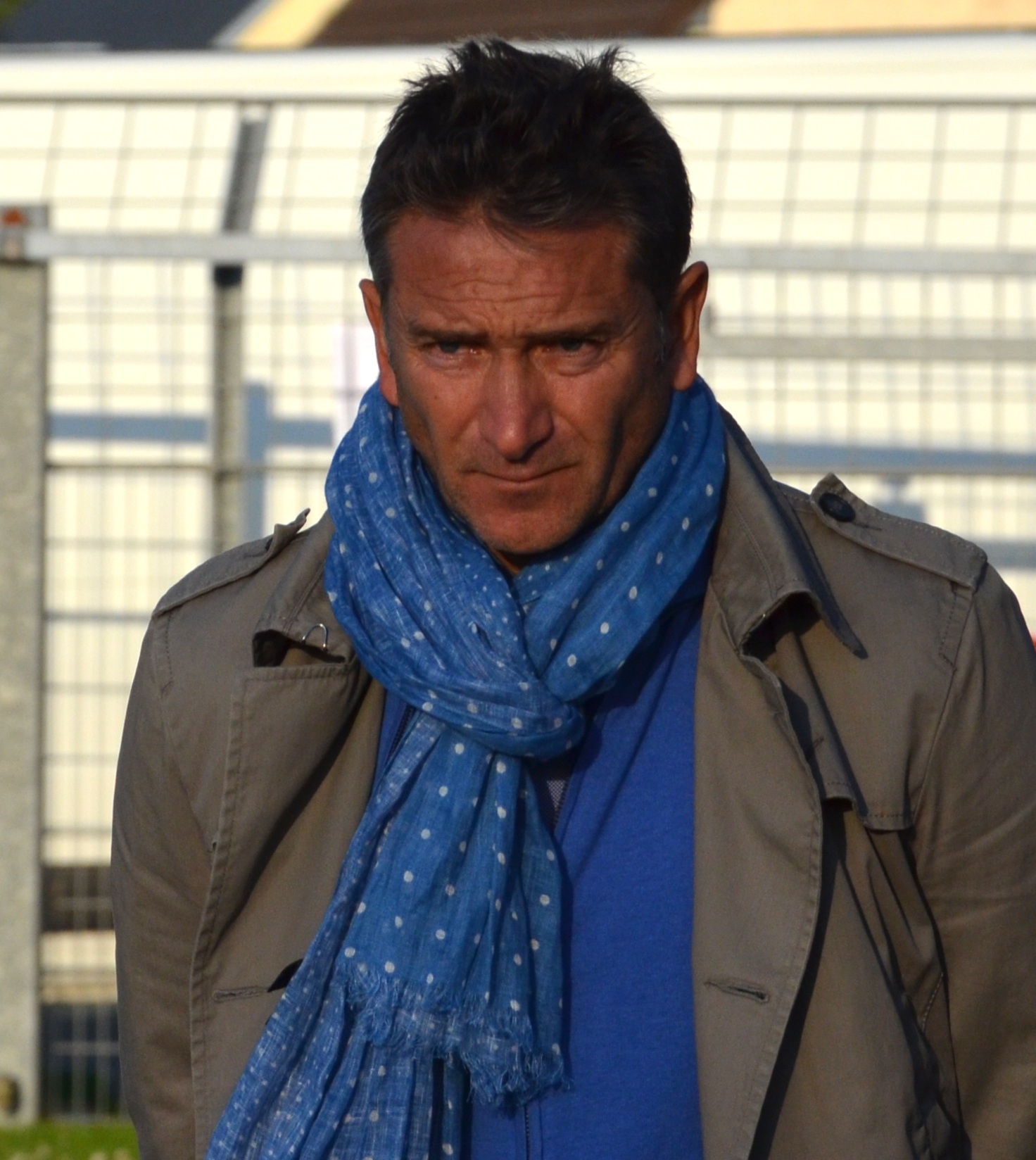
Philippe Montanier est l'entraîneur d'Amallah en 2020.

Le début de saison 2020-2021 du Standard de Liège sous les ordres de l'entraîneur français, Philippe Montanier, est loin d'être bon. Cependant, Selim Amallah remporte l'édition 2020 du Lion belge. Début janvier 2021, Mbaye Leye est désigné comme nouvel entraîneur du Standard de Liège. Ce dernier permet au Standard de Liège de renouer avec les bons résultats notamment en considérant Selim Amallah comme un pion essentiel de son équipe. Le 13 mars 2021, il qualifie son équipe pour la finale de la Coupe de Belgique 2020-2021 grâce à une frappe lointaine. Il marque l'unique but de la demi-finale contre la KAS Eupen (victoire, 0-1). Environ un mois plus tard, le 9 avril 2021, il inscrit un doublé en championnat contre cette même équipe (victoire, 0-4). Selim Amallah est couronné homme du match. Le 25 avril 2021, il perd la finale de la Coupe de Belgique contre le KRC Genk (1-2) au Stade Roi Baudouin. Le 8 mai 2021, Selim Amallah inscrit son dixième but de la saison en championnat contre le KAA La Gantoise (victoire, 2-1). En fin de saison, alors qu'il est notamment courtisé par le Club Bruges KV, Selim Amallah s'entretient avec le quotidien belge La DH Les Sports+ et révèle son envie de tenter sa chance dans un championnat étranger, donnant priorité à la Liga espagnole, championnat dans lequel il pense que son style de jeu passerait parfaitement. Le 22 mai 2021, à la suite de la défaite à domicile du Standard de Liège face au KV Ostende lors du dernier match de la saison (1-3), une altercation éclate entre Selim Amallah et quelques supporters liégeois à la sortie du stade. L'international marocain se fait insulter et essuie des crachats ainsi que des jets de bière,,,. Selim Amallah clôture sa saison au Standard de Liège avec 15 buts marqués et 4 passes décisives délivrées. Il a disputé 27 matchs en championnat, 3 en Coupe de Belgique et 6 en Ligue Europa. Le Standard de Liège termine la saison à la quatrième et dernière place des « Europe Play-Offs ».
N'ayant pas disputé les matchs amicaux de la présaison 2021-2022 à la suite d'une blessure légère, Selim Amallah commence la saison en championnat avec une entrée en jeu en remplaçant João Klauss à la 14e minute contre le Royal Antwerp FC. Il délivre une passe décisive sur le but de Jackson Muleka à la 55e minute (défaite, 2-5). Le 20 août 2021, il marque son premier but de la saison en championnat à la 78e minute face au KV Ostende sur une passe décisive de Denis Drăguș.et offre ainsi la victoire à son équipe (victoire, 1-0). Le 12 septembre, il marque son deuxième but de la saison sur penalty à la 21e minute face au RFC Seraing, offrant ainsi la victoire à son équipe (victoire, 0-1). Le 25 septembre, il livre une passe décisive à Nicolas Gavory lors d'un match de championnat face au K Saint-Trond VV (défaite, 1-2). Le 16 octobre, il se blesse aux adducteurs lors d'un match de championnat face à l'Oud-Heverlee Louvain et est contraint de s'absenter pendant quatre semaines. Le 12 décembre, de retour de blessure, à l'occasion d'un match face au KV Ostende (victoire, 3-2), Selim Amallah est accusé de racisme par le joueur adverse Abdoulaye Seck,,. Après d'énormes polémiques dans le monde du football belge, Selim Amallah réagit via ses réseaux sociaux et dément des paroles racistes, soulignant que lui-même est originaire d'Afrique,,,. Le 15 décembre, Le comité disciplinaire de football professionnel de l'URBSFA sanctionne Seck de deux matchs et 1 500 euros d'amende pour son comportement violent envers Selim Amallah,,,. Lors du mercato hivernal, il refuse l'offre d'un club turc,,. Le 20 mars 2022, à l'occasion d'un match de championnat face au KV Courtrai, il entre en jeu à la 68e minute à la place de Renaud Emond et marque un but à la 77e minute en lobant le gardien Marko Ilić sur une passe décisive de Mathieu Cafaro (victoire, 1-0),. En fin de match, il est élu homme du match par les supporters du club.
En fin avril 2022, Selim Amallah apparaît dans un podcast belge animé par Marvin Ogunjimi et évoque la saison 2021-2022, rappelant qu'il s'agit de la saison de trop. Il cite : « Ça a été une saison très compliquée, que ce soit pour moi, pour mes coéquipiers ou pour le club. C’est clairement une saison que j’ai envie d’oublier. L’ambiance dans le groupe était bonne, tout se passait bien entre nous. Mais on a entendu beaucoup de choses au niveau administratif. Quand un club ne tourne pas en haut, cela se reflète sur le terrain ». Selim Amallah termine la saison à la quatorzième place du classement du championnat. Il dispute au total dix-neuf matchs, marque trois buts et délivre deux passes décisives.
Le 22 juillet 2022, à l'occasion du premier match de la saison 2022-2023 en Jupiler Pro League, il est titularisé et marque son premier but de la saison à la 34e minute sur un penalty sous son nouvel entraîneur Ronny Deila face au KAA La Gantoise (match nul, 2-2). Le 7 août 2022, il inscrit un doublé à l'occasion de la troisième journée de championnat face au Cercle Bruges KSV (victoire, 2-0). Le 28 août 2022, il offre la victoire à son équipe en marquant le seul but du match face au KV Courtrai sur une passe décisive de Gojko Cimirot.
Le 9 octobre 2022, il ne figure pas sur la feuille du match à l'occasion du derby face au Sporting Charleroi, à la suite de son refus de prolonger son contrat avec le club,,,,. En conférence de presse, l'entraîneur Ronny Deila explique que la mise à l'écart n'aurait aucun rapport avec la prolongation de son contrat mais serait « une question de valeurs, de respect et d'honnêteté ». Dans un communiqué publié le soir-même par Selim Amallah via ses réseaux sociaux, il révèle : « Cette décision est basée sur ce que le club considère comme le non-respect de certains engagements pris dans le cadre des négociations de contrat. Le club ajoute également que ce n'est pas le refus de prolonger qui est sanctionné, mais le non-respect de certains engagements dans le chef du joueur »,. Cependant, le jour-même, selon le journal flamand Het Laatste Nieuws, il est contacté par sélectionneur de l'équipe nationale Walid Regragui, qui lui assure une place en Coupe du monde 2022 malgré sa situation difficile en club. Quelques jours plus tard, il apparaît avec les U23, malgré une réunion avec le directeur sportif, Fergal Harkin, et le CEO, Pierre Locht, sans solution ni conclusion.
De retour de Coupe du monde 2022 avec assez de minutes dans les jambes, Amallah est directement rétrogradé en équipe réserve en compagnie de Nicolas Raskin qui finit par se retrouver dans une situation similaire. Alors que Raskin retourne à l'entraînement le 3 janvier 2023 avec les réserves du Standard, Selim Amallah prend une semaine de repos supplémentaire et fait place à Nottingham Forest FC et le Valence CF, intéressés à s'acheter les services d'Amallah.

#### Real Valladolid et prêt à Valence CF (depuis 2023)
Le 31 janvier 2023, après un bras de fer entre le Real Valladolid et le Hertha BSC, Selim Amallah s'engage finalement pour quatre saisons et demi (jusqu'en mi-2027) dans le club espagnol pour un montant de 500 000 euros,. Il rejoint ainsi son coéquipier en Coupe du monde 2022, l'international Jawad El Yamiq, avec à la tête du club, l'entraîneur Pacheta.
Le 12 février 2023, il entre pour la première fois en jeu dans un match de championnat face à CA Osasuna en remplaçant Óscar Plano à la 75e minute (match nul, 0-0). Le 26 février face au Celta de Vigo au Stade Balaídos, il entre en jeu à la 46e minute en remplaçant Gonzalo Plata et écope de son premier carton rouge avec le club à la 84e  minute (défaite, 3-0). Après une période de blessure, l'empêchant de rejoindre la sélection marocaine pour la trêve international de mars face au Brésil, il fait son retour en avril et inscrit son premier but en Liga le 9 avril 2023 face au RCD Majorque (match nul, 3-3). Le 15 avril, il inscrit son deuxième but et délivre une passe décisive face au Villarreal CF, remportant pour la première fois la distinction individuelle d'homme du match (victoire, 1-2),,,.
Le 29 avril 2023, son club annonce via un communiqué la fin de saison de Selim Amallah, victime d'une déchirure des ligaments acromio-claviculaire et coraco-claviculaire de l'épaule droite endurée lors d'un match précédent face au Valence CF, nécessitant ainsi une intervention chirurgicale,.
Le 4 juin 2023, après un match nul (0-0) entre le Real Valladolid et Getafe CF, Amallah est officiellement relégué en D2 espagnole avec le RCD Espanyol de Barcelone et Elche CF, arrivant ainsi à la dix-huitième place du classement de la Liga ,.
Le 29 août 2023, il est prêté pour la durée d'une saison au Valence CF avec une option d'achat après la fin du prêt. Quelques jours plus tard, le 2 septembre, il entre en jeu à la 70ème minute en remplaçant Diego López contre le Deportivo Alavés (défaite, 1-0). 

### En sélections nationales

#### Entre la Belgique et le Maroc (2019)
Pouvant évoluer avec la Belgique ou le Maroc en raison de sa double nationalité, le joueur hésite peu avant de trancher définitivement en faveur du Maroc,,. Il rend visite au sélectionneur adjoint Mustapha Hadji en août 2019 pour faire connaissance avec le staff marocain. Lors de cette période, l'équipe du Maroc revient d'une CAN 2019 ratée, éliminée en huitièmes de finale par l'équipe du Bénin. L'ex-sélectionneur Hervé Renard, qui n'avait jamais encore contacté Selim Amallah auparavant, a présenté sa démission un mois avant l'arrivée de Vahid Halilhodžić.
Selim Amallah est évoqué par le sélectionneur de la Belgique, Roberto Martínez, fin août 2019,,,,. Il cite : « Je suis Selim Amallah de très près. Ce joueur m'impressionne beaucoup. Il est techniquement très fort au-vu de sa taille. Il marque très facilement ».
En octobre 2019, il est convoqué par le sélectionneur du Maroc, Vahid Halilhodžić, pour deux matchs amicaux : un face au Niger à Oujda et un autre face au Gabon à Tanger. Mis sur le banc face au Niger, il se blesse avant le deuxième match amical et doit retourner en Belgique.
En novembre 2019, il est sélectionné par Vahid Halilhodžić pour deux matchs officiels face à la Mauritanie et le Burundi. Le joueur décide de représenter définitivement le Maroc en déclarant à la presse belge : « J’ai réfléchi pendant un moment, mais voilà, j’ai opté pour cette nation (Maroc). C’est un choix du cœur, un choix pour ma famille ». Plus tard, il avouera que le choix était déjà fait depuis son enfance : « C'était pour moi clair dès le début que j'allais jouer uniquement pour le Maroc. J'avais des contacts avec Martínez, mais sur le choix international je n'ai jamais hésité. À la maison, on regardait tous ensemble l'équipe du Maroc composée de Marouane Chamakh et Mbark Boussoufa. C'est un bon sentiment. Je sens que j'ai fait le bon choix, même si jouer pour la Belgique serait également une bonne expérience. ».

#### Débuts avec le Maroc (2019-2021)

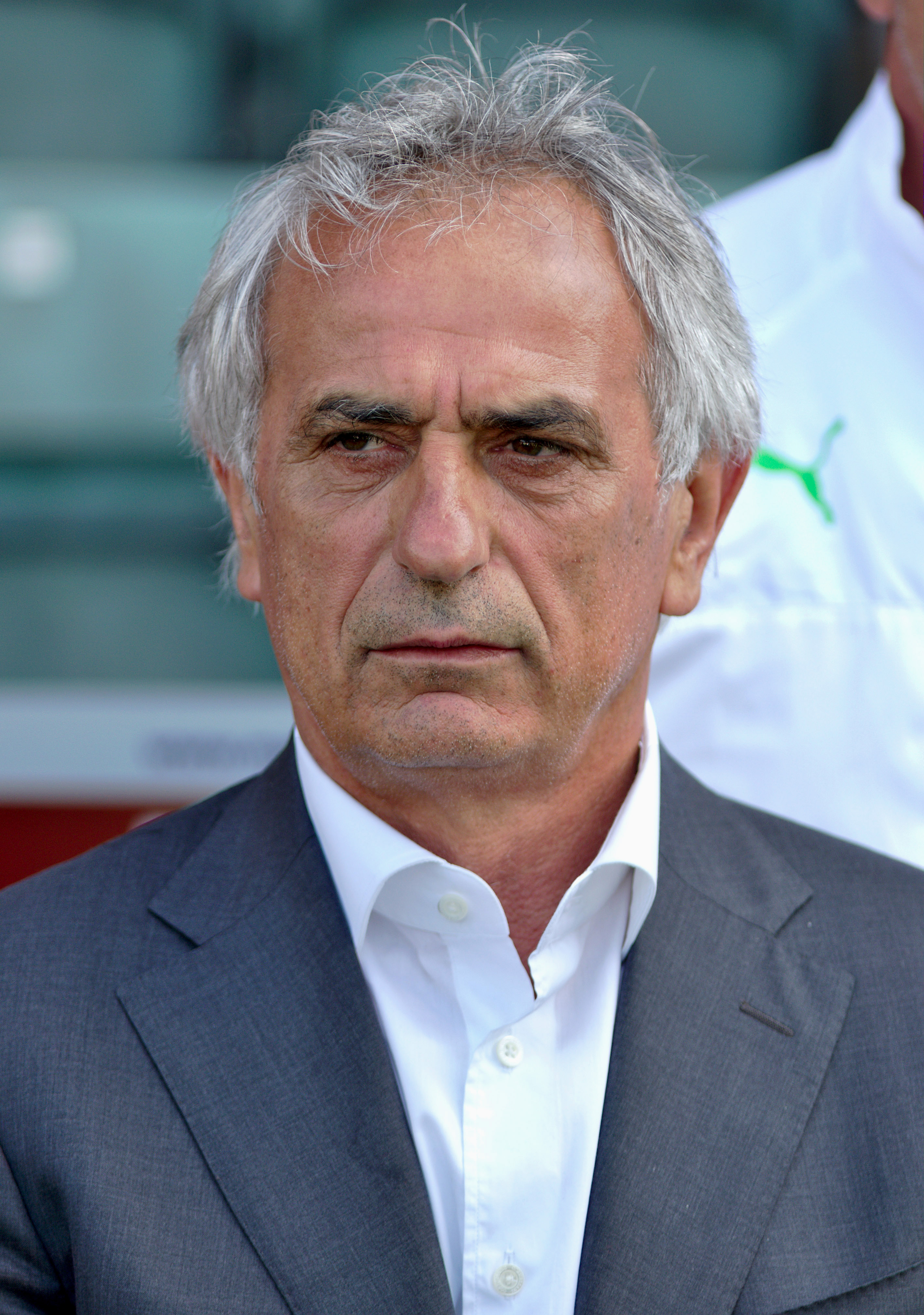
Vahid Halilhodzic, sélectionneur du Maroc en 2019, titularise Selim Amallah pour son premier match officiel.

Il dispute son premier match avec le Maroc en tant que titulaire le 15 novembre 2019 face à la Mauritanie à l'occasion des qualifications pour la CAN 2021 (0-0),. Portant le numéro 15,, il réalise un match remarquable. Quatre jours plus tard, il voyage à Bujumbura au Burundi pour disputer un second match de qualification pour la CAN 2021 (victoire, 0-3). Il remplace Hakim Ziyech à la 80e minute.
Le 9 octobre 2020, à l'occasion de son troisième match avec le Maroc face au Sénégal en amical, il inscrit son premier but à la 10e minute sur une passe décisive d'Achraf Hakimi (victoire, 3-1),,. Après le match, il partage ses sentiments en déclarant au micro : « C'est un rêve qui se réalise. Je donnerais tout pour ce maillot. Je rêve de remporter la Coupe d'Afrique, et pourquoi pas, disputer la Coupe du monde avec le Maroc! ».
Le 26 mars 2021, le Maroc se qualifie pour la CAN 2022 après un match nul (0-0) contre la Mauritanie,,,. L'équipe du Maroc termine à la première place de son groupe composée de la Mauritanie, du Burundi et de la République centrafricaine,. Selim Amallah dispute un total de quatre matchs dans ces qualifications et est titularisé à trois reprises.
Le 12 octobre 2021, il inscrit son premier doublé avec l'équipe du Maroc sur un match de qualification à la Coupe du monde 2022 face à la Guinée (victoire, 1-4),,,. Grâce à cette victoire, l'équipe du Maroc se qualifie officiellement dans les barrages de Coupe du monde 2022,,,.

#### Coupe d'Afrique 2021
Le 23 décembre 2021, il figure officiellement dans la liste des 28 joueurs sélectionnés de Vahid Halilhodžić pour la Coupe d'Afrique des nations 2021 au Cameroun. Le 10 janvier 2022, à l'occasion du premier match de la CAN 2022 face au Ghana, il est titularisé et dispute 90 minutes (victoire, 1-0). Le 14 janvier, à l'occasion de son deuxième match de la compétition face aux Comores, il est titularisé et marque le premier but à la 16e minute. Il offre ensuite une passe décisive à Zakaria Aboukhlal à la 89e minute et assure la qualification en huitièmes de finales de la CAN 2022 (victoire, 2-0),,,,. En conférence de presse d'après-match, son sélectionneur Vahid Halilhodžić déclare d'un ton ironique : « Amallah a un gros volume de jeu. Je dirais qu'il a des qualités athlétiques presque exceptionnelles. Mais de temps en temps, il a du déchet technique, parce qu'il se prend pour Diego Maradona. », Menacé d'une suspension en huitième de finales à cause d'une possession d'un carton jaune, le 18 janvier, à l'occasion du troisième match de poule face au Gabon, il commence le match sur le banc, avant de faire son entrée en jeu à la 31e minute à la place d'Ilias Chair (match nul, 2-2). Selim Amallah et le Maroc terminent les trois premiers matchs à la première place du groupe C,.
Le 25 janvier 2022, à l'occasion des huitièmes de finale, Selim Amallah débute en tant que titulaire face au Malawi et délivre une passe décisive dans les minutes additionnelles de la première mi-temps à Youssef En-Nesyri, remporte le match et file en quarts de finale (victoire, 2-1),,,.
Le 30 janvier 2022, il est titularisé en quarts de finale face à l'Égypte, adversaire face auquel le Maroc mène un zéro à la mi-temps grâce à un but sur penalty de Sofiane Boufal à la septième minute,. Lors de ce match, il obtient un carton jaune à la 34e minute avant de céder sa place à la 86e minute à Imrân Louza sur le score de un but partout. En prolongation, le Maroc encaisse un but à la 100e minute et se voit éliminé de la Coupe d'Afrique (défaite, 2-1),,,.

#### Demi-finaliste en Coupe du monde 2022
Le 17 mars 2022, il est sélectionné par Vahid Halilhodžić pour une double confrontation contre la République démocratique du Congo comptant pour les barrages de la Coupe du monde 2022,. Le 25 mars, il est titularisé à l'occasion du match aller à Kinshasa et dispute 90 minutes (match nul, 1-1). Lors du match retour à Casablanca, il débute titulaire et dispute 90 minutes. Le match se solde sur une victoire de 4-1, validant ainsi le ticket pour la Coupe du monde 2022 au Qatar,. En Coupe du monde 2022, Selim Amallah se retrouve dans un groupe composé de la Belgique, du Canada et de la Croatie.

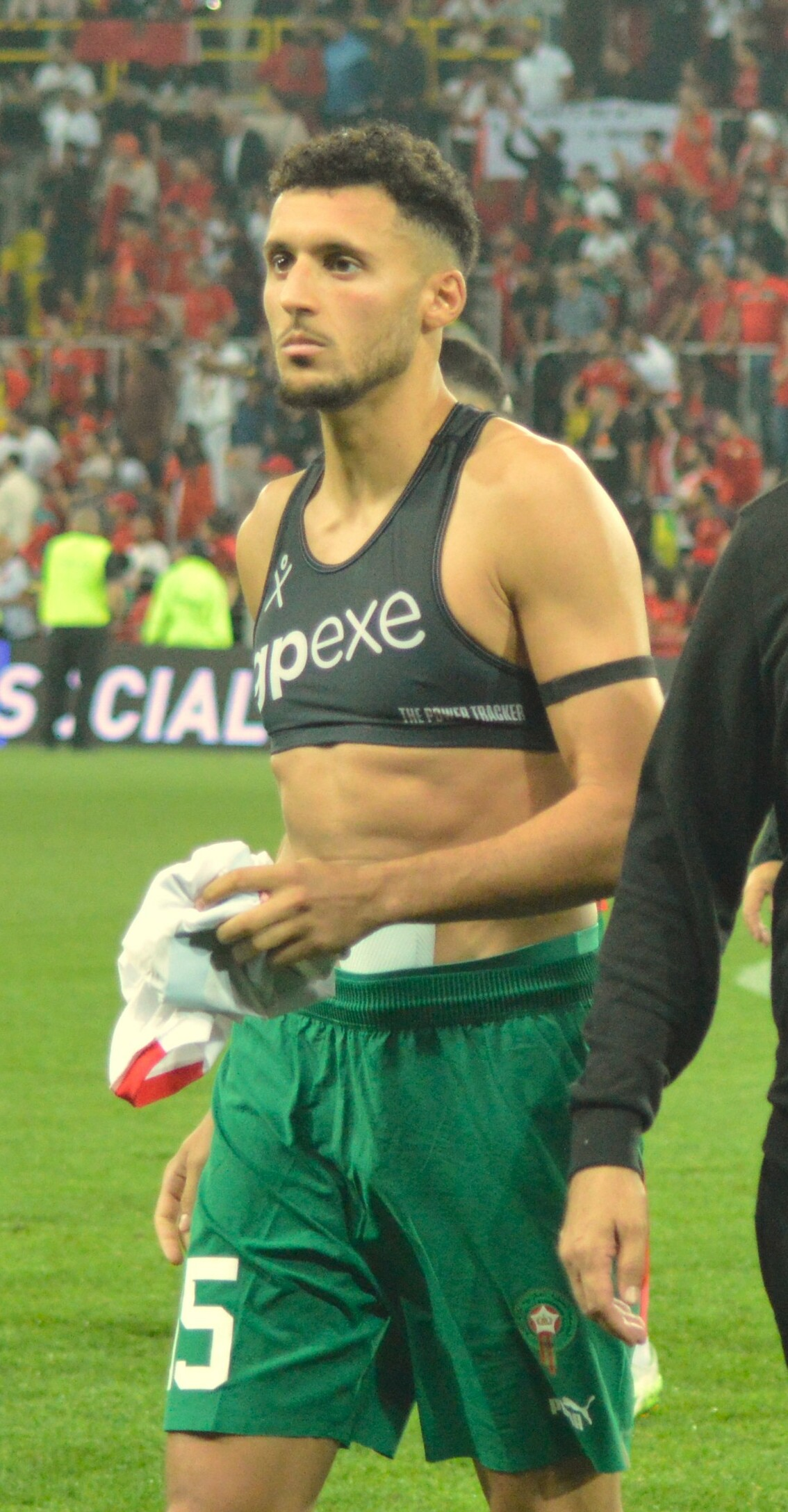
Amallah lors d'un match amical en 2023.

Le 25 mai 2022, il est convoqué pour un match de préparation à la Coupe du monde 2022 face aux États-Unis ainsi que deux autres matchs qualificatifs à la CAN 2023 face à l'Afrique du Sud et au Liberia. Le 1er juin, il entre en jeu à la 65e minute à la place d'Adel Taarabt en amical face aux États-Unis à Cincinnati et fait l'expérience d'une première grande défaite en sélection, ratant également un penalty (provoqué par Soufiane Rahimi) à la 76e minute (défaite, 3-0),. Le 9 juin, il débute en tant que titulaire à l'occasion du premier match des éliminatoires de la Coupe d'Afrique 2023 face à l'Afrique du Sud et remporte difficilement le match sur le score de 2-1,,. Le 13 juin, il entre en jeu face au Liberia en remplaçant Azzedine Ounahi à la 65e minute. Il remporte le match sur le score de 0-2 et est quasiment qualifié à la Coupe d'Afrique 2023,. Le 12 septembre 2022, il reçoit une convocation du nouveau sélectionneur du Maroc Walid Regragui pour un stage de préparation à la Coupe du monde 2022 à Barcelone et Séville pour deux confrontations amicaux, notamment face au Chili et au Paraguay,. Le 23 septembre 2022, à l'occasion du premier match du sélectionneur Walid Regragui face au Chili au Stade Cornellà-El Prat, il est titularisé et dispute 76 minutes avant d'être remplacé par Abdelhamid Sabiri. En fin de match, le terrain est envahit par les supporters après le coup de sifflet final (victoire, 2-0),. Le 27 septembre 2022, à l'occasion du deuxième match de la trêve internationale face au Paraguay, il est mis sur le banc pendant 90 minutes au Stade Benito-Villamarín (match nul, 0-0).

Composition de jeu entre le Maroc et la Belgique en Coupe du monde 2022.

Le 10 novembre 2022, il figure officiellement dans la liste des 26 joueurs sélectionnés par Walid Regragui pour prendre part à la Coupe du monde 2022 au Qatar. Le 23 novembre 2022, il dispute son premier match de la compétition face à la Croatie, vice-championne de l'édition précédente, au Stade Al-Bayt et dispute 90 minutes (match nul, 0-0),. Face à la Belgique, après qu'Amallah soit remplacé par Abdelhamid Sabiri, ce dernier délivre une passe décisive sur la tête de Romain Saïss et ouvre le score, avant que Zakaria Aboukhlal marque le deuxième (victoire, 2-0),. Contraint de gagner un point dans le prochain match face au Canada pour passer au prochain tour, Amallah débute sur le banc pour laisser place à Sabiri et monte en jeu en le remplaçant à la 65e minute. Le Maroc est alors en avance sur le score de 2-1 grâce à des buts de Hakim Ziyech et Youssef En-Nesyri,. Avec un match nul et deux victoires, les Marocains terminent premier du groupe F. En huitièmes de finale, les Marocains rencontrent les Espagnols face auxquelles ils atteignent la séance des penaltys (victoire sur tab, 3-0). En quarts de finale face au Portugal, le Maroc l'emporte sur le score de 1-0. En demi-finale, la France met un terme au parcours des Marocains (défaite, 2-0),. Le 17 décembre 2022, à l'occasion du match de la troisième place face à la Croatie, Amallah entre en jeu mais ne parvient pas à faire la différence (défaite, 2-1). Le Maroc termine ainsi la compétition à la quatrième place derrière l'Argentine, la France et la Croatie.
Le 20 décembre 2022, à l'occasion de son retour du Qatar, il est invité avec ses coéquipiers au Palais royal de Rabat par le roi Mohammed VI, le prince Hassan III et Moulay Rachid pour être officiellement décoré Ordre du Trône, héritant du grade officier,,,.

##### CAN 2023: Huitième-de-finaliste
À la suite d'une blessure subie en club avec le Real Valladolid CF, Selim Amallah s'absente pour le premier match de l'après Coupe du monde et la réception de l'équipe du Maroc au Stade Ibn-Batouta de Tanger pour faire face au Brésil. Il manque également la trêve internationale de juin où le Maroc fait face à l'Afrique du Sud et le Cap-Vert.
Sélectionné en septembre 2023, le premier match contre le Liberia, entrant dans le cadre des qualifications à la CAN 2023 est annulé et reporté à la suite du séisme du Maroc,. Cependant, le deuxième match prévu en amical contre le Burkina Faso est maintenu et joué au Stade Bollaert-Delelis de Lens,. Lors de ce match, il est titularisé et remplacé à la 67ème minute par Ismael Saibari (victoire, 1-0),.
Le 28 décembre 2023, il est retenu dans la liste des vingt-sept joueurs marocains sélectionnés par Walid Regragui pour disputer la Coupe d'Afrique des nations 2023 (CAN 2023),,. Le 17 janvier 2024, lors de la CAN 2023, Amallah joue son premier match du tournoi, contribuant à la victoire du Maroc 3-0 contre la Tanzanie au Stade Laurent Pokou de San-Pédro,. Au cours du tournoi, le Maroc concède ensuite un match nul 1-1 contre la République démocratique du Congo, une rencontre notée pour une altercation générale en fin de match,. En huitièmes de finale, les Lions de l'Atlas sont éliminés par l'Afrique du Sud sur un score de 2-0,.

## Style de jeu

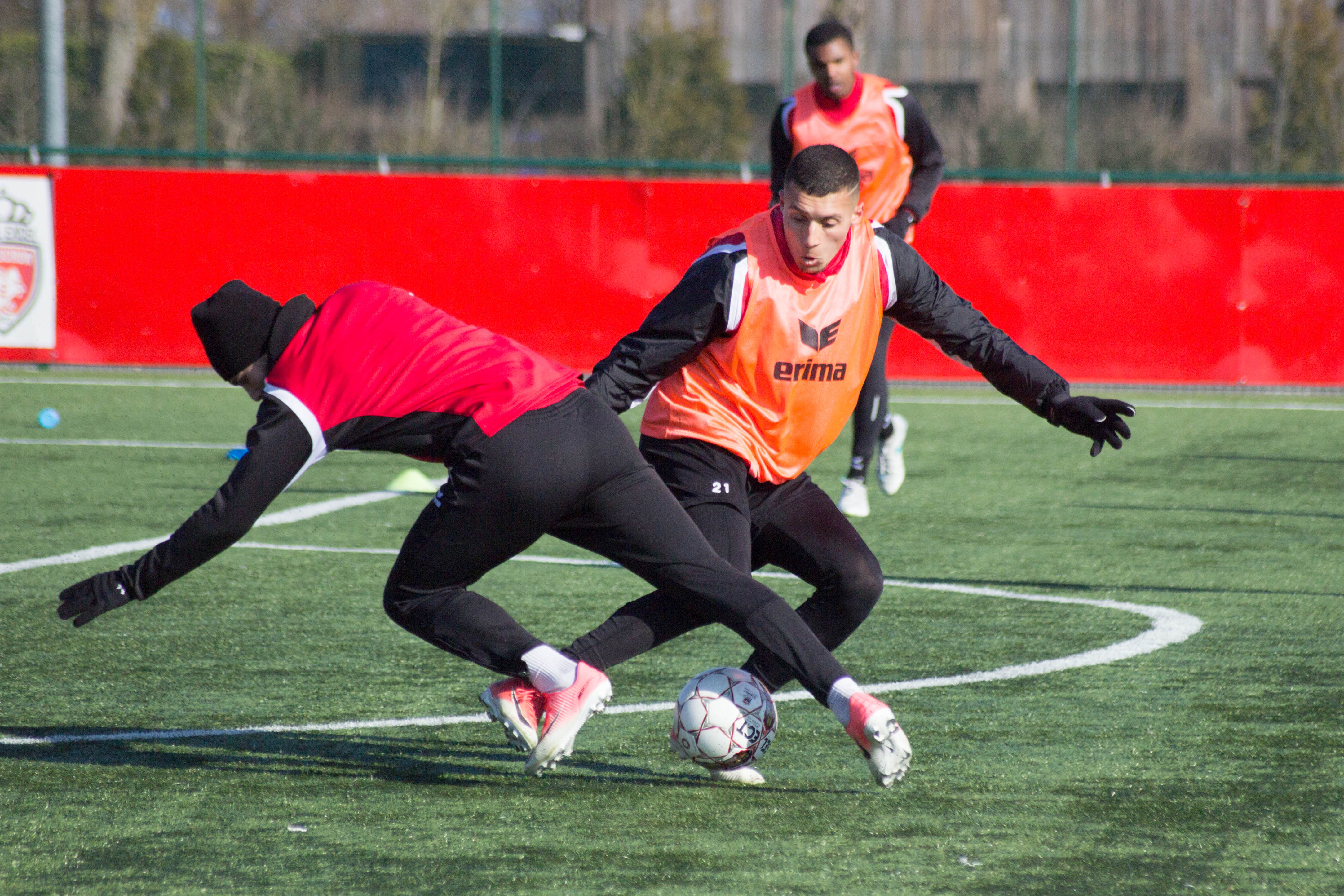
Amallah possède un jeu physique.

Selim Amallah est un milieu relayeur droitier de formation. Lors de son arrivée avec l'équipe première de l'AFC Tubize, Selim Amallah est reconverti en milieu offensif. Sa polyvalence lui permet de jouer également sur les ailes. Il est reconnu pour sa technique, sa bonne vision du jeu et sa qualité de frappe, notamment en dehors du rectangle. Ses tacles glissés et coups de physiques sur le terrain lui adoptent un comportement plutôt agressif dans le jeu, c'est la raison pour laquelle Selim Amallah écope souvent des cartons jaunes.
Les points faibles du joueur est la vitesse de course, la qualité technique dans les petites espaces et les passes transversales. Lors de la CAN 2021 avec le Maroc, Selim Amallah se démarque des autres joueurs grâce à son impact physique, selon son ancien sélectionneur Vahid Halilhodžić, un surplus pour la sélection marocaine, en manque de joueurs possédant le même profil. Son père, Houcine Amallah, déclare à propos du caractère de son fils : « C’est un énorme mauvais perdant. Plus jeune, quand il jouait dans le jardin avec son frère et qu’il perdait, il en pleurait. À Gand, je l’ai vu énervé tout le match ». Inspiré depuis toujours du championnat espagnol, il a comme rêve d'enfance de jouer en Liga.

## Statistiques

### Statistiques détaillées
| Saison                | Club                  | Championnat           | Championnat | Championnat | Championnat | Coupe(s) nationale(s) | Coupe(s) nationale(s) | Coupe(s) nationale(s) | Compétition(s) continentale(s) | Compétition(s) continentale(s) | Compétition(s) continentale(s) | Compétition(s) continentale(s) | Maroc | Maroc | Maroc | Total | Total | Total |
| Saison                | Club                  | Division              | M.          | B.          | P.d.        | M.                    | B.                    | P.d.                  | Comp.                          | M.                             | B.                             | P.d.                           | M.    | B.    | P.d.  | M.    | B.    | P.d.  |
| 2015-2016             | Mouscron-Péruwelz     | Division 1            | 3           | 0           | 0           | -                     | -                     | -                     | -                              | -                              | -                              | -                              | -     | -     | -     | 3     | 0     | 0     |
| Sous-total            | Sous-total            | Sous-total            | 3           | 0           | 0           | -                     | -                     | -                     | -                              | -                              | -                              | -                              | -     | -     | -     | 3     | 0     | 0     |
| 2016-2017             | AFC Tubize            | Division 1B           | 24          | 0           | 3           | 1                     | 0                     | 0                     | -                              | -                              | -                              | -                              | -     | -     | -     | 25    | 0     | 3     |
| Sous-total            | Sous-total            | Sous-total            | 24          | 0           | 3           | 1                     | 0                     | 0                     | -                              | -                              | -                              | -                              | -     | -     | -     | 25    | 0     | 3     |
| 2017-2018             | RE Mouscron           | Division 1A           | 29          | 9           | 4           | 2                     | 0                     | 0                     | -                              | -                              | -                              | -                              | -     | -     | -     | 31    | 9     | 4     |
| 2018-2019             | RE Mouscron           | Division 1A           | 23          | 5           | 5           | 1                     | 0                     | 0                     | -                              | -                              | -                              | -                              | -     | -     | -     | 24    | 5     | 5     |
| Sous-total            | Sous-total            | Sous-total            | 52          | 14          | 9           | 3                     | 0                     | 0                     | -                              | -                              | -                              | -                              | -     | -     | -     | 55    | 14    | 9     |
| 2019-2020             | Standard de Liège     | Division 1A           | 25          | 7           | 4           | 2                     | 0                     | 0                     | C3                             | 5                              | 2                              | 0                              | 2     | 0     | 0     | 34    | 9     | 4     |
| 2020-2021             | Standard de Liège     | Division 1A           | 27          | 10          | 4           | 3                     | 1                     | 0                     | C3                             | 6                              | 4                              | 0                              | 6     | 1     | 0     | 42    | 16    | 4     |
| 2021-2022             | Standard de Liège     | Division 1A           | 19          | 3           | 2           | 1                     | 0                     | 0                     | -                              | -                              | -                              | -                              | 12    | 3     | 2     | 32    | 6     | 4     |
| 2022-2023             | Standard de Liège     | Division 1A           | 9           | 4           | 1           | 0                     | 0                     | 0                     | -                              | -                              | -                              | -                              | 11    | 0     | 0     | 20    | 4     | 1     |
| Sous-total            | Sous-total            | Sous-total            | 80          | 24          | 11          | 6                     | 1                     | 0                     | -                              | 11                             | 6                              | 0                              | 31    | 4     | 2     | 128   | 35    | 13    |
| 2022-2023             | Real Valladolid       | Liga                  | 6           | 2           | 1           | -                     | -                     | -                     | -                              | -                              | -                              | -                              | -     | -     | -     | 6     | 2     | 1     |
| 2023-2024             | Real Valladolid       | Liga 2                | 2           | 0           | 0           | -                     | -                     | -                     | -                              | -                              | -                              | -                              | -     | -     | -     | 2     | 0     | 0     |
| 2024-2025             | Real Valladolid       | Liga                  | -           | -           | -           | -                     | -                     | -                     | -                              | -                              | -                              | -                              | -     | -     | -     | 0     | 0     | 0     |
| Sous-total            | Sous-total            | Sous-total            | 8           | 2           | 1           | -                     | -                     | -                     | -                              | -                              | -                              | -                              | -     | -     | -     | 8     | 2     | 1     |
| 2023-2024             | Valence CF (prêt)     | Liga                  | 12          | 0           | 1           | 2                     | 0                     | 0                     | -                              | -                              | -                              | -                              | 3     | 0     | 0     | 17    | 0     | 1     |
| Total sur la carrière | Total sur la carrière | Total sur la carrière | 179         | 40          | 25          | 12                    | 1                     | 0                     | -                              | 11                             | 6                              | 0                              | 34    | 4     | 2     | 236   | 51    | 27    |

### En sélection marocaine
Le tableau suivant liste les rencontres de l'équipe du Maroc auxquelles Selim Amallah a pris part depuis le 15 novembre 2019.

### Buts internationaux
| Buts internationaux de Selim Amallah | Buts internationaux de Selim Amallah | Buts internationaux de Selim Amallah    | Buts internationaux de Selim Amallah | Buts internationaux de Selim Amallah | Buts internationaux de Selim Amallah | Buts internationaux de Selim Amallah | Buts internationaux de Selim Amallah | Buts internationaux de Selim Amallah | Buts internationaux de Selim Amallah |
| 0                                    | Date                                 | Lieu                                    | Compétition                          | Résultat                             | Adversaire                           | Détail                               | Détail                               | Détail                               | Sél.                                 |
| ------------------------------------ | ------------------------------------ | --------------------------------------- | ------------------------------------ | ------------------------------------ | ------------------------------------ | ------------------------------------ | ------------------------------------ | ------------------------------------ | ------------------------------------ |
| 1er                                  | 9 octobre 2020                       | Complexe sportif Moulay-Abdallah, Rabat | Match amical                         | V 3-1                                | Sénégal                              | 10e                                  | p. droit                             | 1-0                                  | 3e                                   |
| 2e                                   | 12 octobre 2021                      | Complexe sportif Moulay-Abdallah, Rabat | Éliminatoires de la CDM 2022         | V 1-4                                | Guinée                               | 43e                                  | p. gauche                            | 1-2                                  | 12e                                  |
| 3e                                   | 12 octobre 2021                      | Complexe sportif Moulay-Abdallah, Rabat | Éliminatoires de la CDM 2022         | V 1-4                                | Guinée                               | 65e                                  | p. droit                             | 1-3                                  | 12e                                  |
| 4e                                   | 14 janvier 2022                      | Stade Ahmadou Ahidjo, Yaoundé, Cameroun | CAN 2021                             | V 2-0                                | Comores                              | 16e                                  | p. droit                             | 1-0                                  | 14e                                  |

## Palmarès
Selim Amallah a vu sa carrière marquée par une série de réalisations remarquables et de distinctions personnelles. Né en Belgique, il a été formé au Royal Excel Mouscron, un club de football renommé. En 2018, il a été récompensé du prix du Lion belge (meilleur joueur d'origine maghrébine) dans la catégorie espoir, une distinction prestigieuse décernée par l'asbl Voltaire,. Cette reconnaissance précoce a mis en lumière son talent et son potentiel prometteur en tant que jeune joueur de football.
L'année 2019 a été marquée par un autre exploit pour Amallah, alors qu'il remportait le prix du meilleur joueur de la saison attribué par le Royal Excel Mouscron. Cette consécration confirmait son statut croissant dans le monde du football belge. Fort de ses performances exceptionnelles, Amallah a ensuite décidé de poursuivre sa carrière en rejoignant le Standard de Liège, un club prestigieux.
Au Standard de Liège, Selim Amallah a continué à briller. En 2020, il a été honoré du plus grand prix du Lion belge,,,. Sa contribution au club a été inestimable, et cette distinction a témoigné de sa qualité exceptionnelle en tant que joueur liégois. De plus, il a atteint la finale de la Coupe de Belgique en 2021, faisant preuve d'une grande détermination et d'un talent indéniable face à des adversaires redoutables tels que le KRC Genk.

## Décorations
- Officier de l'ordre du Trône — Le 20 décembre 2022, il est décoré officier de l'ordre du Wissam al-Arch[225] — ordre du Trône[226] — par le roi Mohammed VI au Palais royal de Rabat.

## Vie privée

### Humanitaire
Le 9 septembre 2023, alors qu'il se trouve à Agadir, il se présente exclusivement à l'hôpital avec ses coéquipiers de la sélection marocaine pour un don de sang pour les blessés du séisme au Maroc,,.

### Sources
- Thomas Bricmont, « Qui es-tu Selim Amallah? », Levif.be,‎ 24 mai 2019 (lire en ligne)
- Didier Schyns, « Selim Amallah: «Le Standard me correspond totalement» », Lameuse.be,‎ 17 janvier 2020 (lire en ligne)
- Christophe Delstanches, « Selim Amallah : "Essayer de reproduire au Standard ce que j’ai fait à la CAN avec le Maroc" », RTBF,‎ 12 février 2022 (lire en ligne)
- Kevin Sauvage, « De joueur clé à second choix: le paradoxe Selim Amallah au Standard », La DH Les Sports+,‎ 22 mars 2022 (lire en ligne)
- Arthur Gosset, « Leye, le Standard, la course au titre, le Maroc: Selim Amallah plus que jamais sans langue de bois! », Sudinfo,‎ 30 avril 2022 (lire en ligne)

### Documentaires et interviews
- [vidéo] Who are you Selim Amallah ?, Standard de Liège, YouTube, 2020
- [vidéo] Interview exclusive: les confidences de Selim Amallah après le Mondial 2022, Le360, YouTube, 2023
- [vidéo] (ar) Série télévisée Dreamers diffusé en exclusivité sur Arryadia à partir du 6 juin 2023[230]